# Zhang Binglin
Zhang Binglin (ur. 12 stycznia 1869 w Yuhang w prow. Zhejiang, zm. 14 czerwca 1936 w Suzhou w prow. Jiangsu) – chiński uczony, językoznawca, działacz polityczny.
Otrzymał tradycyjną edukację konfucjańską. Związany ze stronnictwem Kang Youweia, uczestniczył w ruchu tzw. stu dni reform w 1898 roku. Po jego upadku uciekł na znajdujący się wówczas pod panowaniem japońskim Tajwan, gdzie pracował jako reporter w gazecie Riri Xinbao (日日新報). Rok później wyjechał do Japonii, gdzie nawiązał znajomość z Sun Jat-senem. W swoich artykułach nawoływał do obalenia rządzącej Chinami mandżurskiej dynastii Qing, za co po powrocie do kraju został w 1903 roku aresztowany. Po zwolnieniu z więzienia w 1906 roku ponownie wyjechał do Japonii, gdzie wstąpił do rewolucyjnej Ligi Związkowej. Był redaktorem naczelnym organu prasowego Ligi, Minbao (民报).
Po rewolucji Xinhai wrócił na stałe do Chin. Ponieważ pozostawał skłócony z Sun Jat-senem, Yuan Shikai zaproponował mu stanowisko swojego doradcy. Zhang propozycję jednak odrzucił i wystąpił przeciwko dyktatorskim zapędom Yuana, nagłaśniając m.in. sprawę zabójstwa Song Jiaorena, za co w 1913 roku został umieszczony w areszcie domowym. Zwolniony po śmierci Yuana w 1916 roku, wyjechał do Kantonu, gdzie współpracował z utworzonym przez Sun Jat-sena opozycyjnym rządem. Po śmierci Suna stanął w opozycji do Czang Kaj-szeka i w 1924 roku wystąpił z Kuomintangu. Poświęcił się pracy naukowej i redagowaniu periodyku Zhiyan (制言). Był przeciwnikiem prowadzonej przez Czanga wojny domowej z komunistami, nawołując do jedności i utworzenia jednolitego frontu przeciwko japońskiej agresji.
Pochowano go nad brzegiem Jeziora Zachodniego w Hangzhou.
Zhang opowiadał się za kultywowaniem i obroną chińskich tradycji kulturalnych, jego pisma i twórczość poetycka utrzymane były w klasycznym stylu. Sprzeciwiał się uczynieniu z potocznego języka baihua standardu literackiego, wobec czego wystąpił zdecydowanie przeciwko Ruchowi Nowej Kultury. Podczas pobytu w Japonii opracował system pisma sylabicznego zhuyin zimu, służący do zapisu wymowy znaków pisma chińskiego.